# Jacques Berndorf

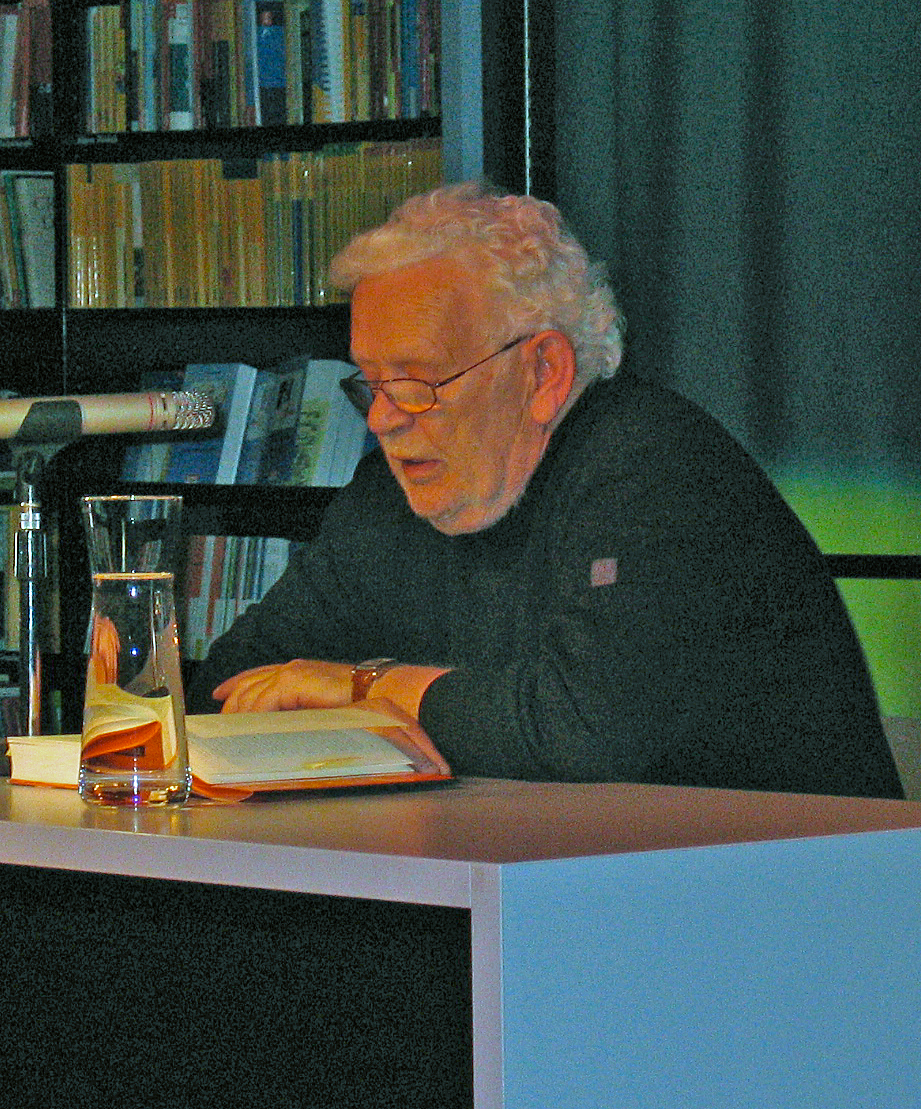
Jacques Berndorf bei einer Lesung in Köln (2007)

Jacques Berndorf, bürgerlich Michael Preute (* 22. Oktober 1936 in Duisburg-Hamborn; † 3. Juli 2022 in Dreis-Brück) war ein deutscher Journalist und Schriftsteller.

## Leben und Wirken
Michael Preute war der Sohn des Ingenieurs Willy Preute und dessen Ehefrau Anneliese. Er wurde in Duisburg-Hamborn geboren, doch die Familie zog bereits im Jahr darauf nach Osnabrück. Dort lebte Preute bis 1951, ging nach Volksschule und drei Jahren kriegsbedingter Schulpause zum Gymnasium Carolinum, das er wegen „Aufsässigkeit und aktivem Desinteresse“ (O-Ton) mit 15 Jahren verließ. Anschließend besuchte er ein Internat in Nordhessen.
Nach seinem Abitur begann er in Köln ein Medizinstudium. Er folgte damit dem Vorbild seiner Mutter, die allerdings nie als Ärztin gearbeitet hatte. Eigentlich wollte Preute sich als Kinderarzt spezialisieren. Doch um finanziell von seinen Eltern unabhängig zu werden, brach er sein Studium ab und wurde Journalist.
Preute lernte sein Handwerk von Grund auf, mit Stationen als Schriftsetzer und Metteur. Sein erstes Volontariat bekam er beim Duisburger General-Anzeiger. Dort konnte er mit dem Fortsetzungsroman Mord am Kaiserberg auch belletristisch debütieren. In den Jahren 1962 bis 1964 war er Gerichtsreporter bei der Neuen Ruhr Zeitung, anschließend bei der Rheinischen Post.
1968 kam er zur Münchener Illustrierten Quick. Als Preute im selben Jahr über den Einmarsch der sowjetischen Armee in der ČSSR berichten wollte, wurde er verhaftet. Anlässlich seiner Festnahme und späteren Freilassung kam es zwischen Preute und seinem Arbeitgeber, dem Quick-Chefredakteur Siegfried Aghte, zu Differenzen. Preute kündigte und arbeitete fortan als freier Journalist und Schriftsteller.
Meistens schrieb Preute für die Münchner Presse-Agentur von Josef von Ferenczy. In den folgenden Jahren war er in vielen Kriegs- und Krisenregionen der Welt unterwegs: Vietnam, Libanon, Südafrika und Kolumbien. Er löste sich 1976 vom Alkohol und schaffte 1978 die Rückkehr in den Beruf als Journalist. Er befasste sich im Wesentlichen mit Drogengeschichten. In Zusammenarbeit mit einem hessischen Oberstaatsanwalt ließ er eine weltweit operierende große Dealergruppe auf Ibiza auffliegen.
Nach Trennung von seiner Frau und seinen zwei Kindern in München ließ sich Michael Preute zur Jahreswende 1983/84 mit mehreren Rechercheaufträgen überregionaler Nachrichtenmagazine in Berndorf bei Hillesheim in der Eifel als Schriftsteller nieder. Zu diesem Zeitpunkt recherchierte er im Auftrag des Spiegel eine Reportage über den „Regierungsbunker“ in Marienthal an der Ahr. 1989 legte er den ersten Eifel-Krimi vor. Um seine Romane von seinen Sachbüchern zu trennen, riet ihm sein frankophiler Verleger zu einem Pseudonym und empfahl „Jacques“. Preute ergänzte den Namen mit seinem Wohnort Berndorf.
Mitte der 1990er Jahre zog Preute in die Eifelgemeinde Dreis-Brück um. Dort wohnte er wie sein Romanheld Siggi Baumeister in der Heyrother Straße. 1996 heiratete er die Soziologin Angelika Koch, die ebenfalls Kriminalromane schrieb.
Um seinen Protagonisten Siggi Baumeister veröffentlichte er schon zuvor Romane, doch mit dem im Grafit Verlag erscheinenden Zyklus wurde er überregional bekannt. Grundsätzlich arbeitete er immer mit dem Lektorat Volker Maria Neumann in Köln zusammen. Sein Roman Eifel-Schnee wurde vom ZDF unter dem Titel Brennendes Schweigen verfilmt. Allerdings hatte die Umsetzung des Stoffes nur in rudimentären Ansätzen mit dem Roman zu tun, da lediglich die Personen und ein Teil der Geschichte dargestellt wurden. Auf dem Eifel Literatur Festival 1996 bekam Preute für sein Gesamtwerk den Eifel-Literaturpreis zuerkannt.
Preute war Mitglied des Syndikats, der „Autorengruppe deutschsprachiger Kriminalliteratur“. Die Vereinigung verlieh Preute am 17. Mai 2003 auf der Criminale in Westerburg (Westerwald) den Friedrich-Glauser-Preis. Der Eifeler Autorenkollege Ralf Kramp überreichte ihm den Ehren-Glauser und hielt die Laudatio. Im selben Jahr erschien das erste der Hörbücher, die in Zusammenarbeit mit seinem langjährigen Freund Christian Willisohn entstanden. Darin liest er seine Texte zum Piano-Blues und Gesang des Pianisten.
Im November 2006 gab Berndorf bekannt, dass Detlev Buck sich die Filmrechte am Roman Ein guter Mann gesichert habe und daraus gerade ein Drehbuch für einen Kinofilm erarbeite.
Berndorf wechselte im Dezember 2007 mit seinem Protagonisten „Siggi Baumeister“ zum KBV-Verlag seines Freundes Ralf Kramp. Gleichzeitig wurden seine Werke, von ihm selbst gelesen, bei Radioropa-Hörbuch als Hörbuch umgesetzt. Seit 2010 erscheinen seine von ihm selbst eingelesenen Hörbücher beim KBV-Verlag.
2007 wurde ihm von Ministerpräsident Kurt Beck der Verdienstorden des Landes Rheinland-Pfalz verliehen.
Im Juni 2010 stellte Ministerpräsident Beck zusammen mit dem Autor den neuen Krimi Die Nürburg-Papiere vor.
Im Herbst 2019 erklärte er, dass er nach 40 Büchern und 30 Jahren Eifel-Krimis mit dem Schreiben aufhöre.
Anlässlich der Neuerscheinung des Bandes „Der Reporter“ beschrieb er in einem Interview seine Jahre als Reporter und betonte, dass er einem Studium „mit allem drum und dran“ lange nachgeweint habe.

## Jacques-Berndorf-Preis
Im Jahr 2012 wurde bekannt, dass der Kreis Euskirchen und der KBV-Verlag den „Jacques-Berndorf-Preis Förderpreis für Eifelkrimis“ für den besten Nachwuchsautor, der erkennbar einen Krimi in der Eifel spielen lässt, ausgelobt haben. Das Erstlingswerk Die Kunst der letzten Stunde des Autorenduos Rosa und Thorsten Wirtz ist im Herbst 2012 beim KBV-Verlag erschienen.

## Sonstiges
Aus der gemeinsamen Arbeit beim Spiegel erwuchs eine enge Bekanntschaft mit dem Journalisten und Autor Wolfram Bickerich. Dieser attestierte ihm: „Er wusste unheimlich viel über das, was er schrieb. Er wirkte, als sei er süchtig nach Themen und süchtig nach schreiben.“
Preute war Familienvater von einer Tochter und einem Sohn. Seine erste Ehe scheiterte nach 17 Jahren – nicht zuletzt am Alkohol. Ehe Nummer zwei und drei hielten jeweils nur ein Jahr. Etwa zu seinem 40. Geburtstag beschloss er, keinen Schluck Alkohol mehr zu trinken. In der Ruhe der Eifel-Landschaft hatte Preute 1984 ein „Schlüsselerlebnis“. Er hatte sich nach einem heftigen Gewitter abends im Wald über Berndorf verlaufen und verbrachte die Nacht unter Bäumen. Als er am nächsten Morgen wieder nach Hause fand, sei für ihn klar gewesen, dass er weiterleben wollte. Mit der Eiflerin „Geli“, seiner vierten Ehefrau, war er seit 1998 verheiratet.
Beim Einpersonenstück „Mord im Landcafe“ von Sascha Gutzeit, nur aufgeführt im Kleinen Landcafe in Kerpen (Eifel), war er mit seiner Stimme aus dem Off präsent. Das Kleine Landcafe bezeichnete er als „sein zweites Wohnzimmer“. Hier präsentierte er zusammen mit Christian Willisohn das Stück „Otto Krause hat den Blues“.
Die Eifel bezeichnete er gern als „der schönste Arsch der Welt“ und fühlte sich hier zu Hause, „am schönsten Arsch der Welt“. Seinen Eifelkrimis enthielten neben der lebendigen Beschreibung von Typen und Charakteren die exakten Beschreibungen von Gegenden und Orten der jeweiligen Handlung. Viele Berndorf-Fans reisten an und begaben sich auf die Spuren der Verbrechen. Es entstanden zwei „Krimiwanderwege“, Krimiführungen und ein „Krimihotel“ in Hillesheim. Hillesheim wurde auch durch „Tatort Eifel“ und das „Kriminalhaus“ von Ralf Kramp zu „Deutschlands Kriminalhauptstadt“.
Der Journalist Peter Reinhart schrieb: „Er ohrfeigt Chefredakteure und flirtet mit Romy Schneider. Er leert zwei Flaschen Whiskey am Tag und pumpt sich mit Tabletten voll. Er verdient Unsummen und verschenkt alles. Er ruiniert Ehen und Familien. Einen Selbstmordversuch überlebt er knapp. Als abgerissener, abgebrannter, abgefuckter Starreporter und Weltenbummler verirrt er sich 1984 in die Eifel. Und bleibt. Er hat den Blues, er häutet sich, zum wiederholten Mal, er fängt ganz von vorn an. Kein Alkohol mehr. Keine Tabletten. Keine Extravaganzen. Aus Michael Preute wird Jacques Berndorf.“
Die Gesamtauflage der Krimis aus der Eifel-Reihe liegt bei über sechs Millionen.
Vom rheinland-pfälzischen Ministerpräsidenten Kurt Beck erhielt er für das Krimifestival Tatort Eifel einen Scheck über 200.000 Euro. Angebliche entschärfende Auswirkungen auf die Inhalte des wenig später erschienenen Kriminalromans Die Nürburg-Papiere dementierte Berndorf auf Nachfragen. Bei seiner Buchlesung in der Synagoge in Ahrweiler ließ er die wesentliche Kritik an der Landesregierung von einer Abgeordneten der Landtagsfraktion der Grünen vortragen. Die Nürburg-Papiere (2010) hatten eine Startauflage von 80.000 Exemplaren und lagen wenige Wochen nach der Erscheinung bei 130.000 Büchern. In den Bestsellerlisten von Stern und Spiegel war das Buch bis auf Platz eins bzw. drei gestiegen.

## Werk (Auswahl)

### Eifel-Krimis um Siggi Baumeister
1. Eifel-Blues. Dortmund 1989, ISBN 3-89425-442-4.
2. Requiem für einen Henker. Bergisch Gladbach 1990; Neuauflage Hillesheim 2006, ISBN 3-937001-72-7.
3. Der General und das Mädchen. Bergisch Gladbach 1990 – Vorlage für das spätere „Eifel-Feuer“, ISBN 3-404-13286-6.
4. Der letzte Agent. Bergisch Gladbach 1993; Neuauflage Hillesheim 2005, ISBN 3-937001-51-4.
5. Eine Reise nach Genf. München 1993, ISBN 3-442-45325-9.
6. Eifel-Gold. Dortmund 1993, ISBN 3-89425-035-6.
7. Eifel-Filz. Dortmund 1995, ISBN 3-89425-048-8.
8. Eifel-Schnee. Dortmund 1995, ISBN 3-89425-062-3.
9. Eifel-Feuer. Dortmund 1996, ISBN 3-89425-069-0.
10. Eifel-Rallye. Dortmund 1997, ISBN 3-89425-201-4.
11. Eifel-Jagd. Dortmund 1998, ISBN 3-89425-217-0.
12. Der Bär. Eine Firmenchronik zum 111-jährigen Bestehen des Gerolsteiner Brunnens. Gerolstein 1999, ISBN 3-00-005389-1; Neuauflage Hillesheim 2007, ISBN 978-3-940077-02-8.
13. Eifel-Sturm. Dortmund 1999, ISBN 3-89425-227-8.
14. Eifel-Müll. Dortmund 2000, ISBN 3-89425-245-6.
15. Eifel-Wasser. Dortmund 2001, ISBN 3-89425-261-8.
16. Eifel-Liebe. Dortmund 2002, ISBN 3-89425-270-7.
17. Eifel-Träume. Dortmund 2004, ISBN 3-89425-295-2.
18. Eifel-Kreuz. Dortmund 2006, ISBN 3-89425-650-8.
19. Mond über der Eifel. Hillesheim 2008, ISBN 978-3-940077-22-6.
20. Die Nürburg-Papiere. Hillesheim 2010, ISBN 978-3-940077-78-3.
21. Die Eifel-Connection. Hillesheim 2011, ISBN 978-3-942446-13-6.
22. Eifel-Bullen. Hillesheim 2012, ISBN 978-3-942446-61-7.
23. Eifel-Krieg. Hillesheim 2013, ISBN 978-3-942446-97-6.

### BND-Romane um Karl Müller
1. Ein guter Mann (2005), ISBN 978-3-453-00629-4 und ISBN 978-3-453-43225-3 (Taschenbuch).
2. Bruderdienst (2007), ISBN 978-3-453-00630-0.
3. Der Meisterschüler, mit Illustrationen von Kat Menschik. (2009) Heyne Verlag, München, ISBN 978-3-453-26643-8.
4. Die Grenzgängerin (2012) Heyne Verlag, ISBN 978-3-453-26672-8.
5. Lockvogel (2015) Heyne Verlag, ISBN 978-3-453-26673-5.

### Andere Werke
- Magnetfeld des Bösen (1970).
- Der Reporter (1971); Neuerscheinung 2020, ISBN 978-3-95441-536-6.
- Der Monat vor dem Mord (1972) – Als Fortsetzungsroman im Stern; 2009 als Buch, ISBN 978-3-940077-52-3.
- Der Verführer mit dem goldenen Herzen (1973), ISBN 3-404-00174-5.
- Mord-Schmitt (1975), (1982), ISBN 3-7716-1372-8.
- Elvis Presley – The King – mit Beate Guldner (1977), ISBN 3-442-03597-X.
- Vera Brühne – Ein Justizirrtum? (1982), ISBN 3-442-03891-X.
- Aberglauben GmbH (1984), ISBN 3-473-50002-X.
- Vom Bunker der Bundesregierung (1984), ISBN 3-924366-00-4; Neuerscheinung als „Der Bunker“, ISBN 978-3-95441-413-0.
- Der Bunker. Eine Reise in die Bonner Unterwelt (1989), ISBN 3-7609-1281-8.
- Drogenmarkt Schule. Drogen – Dealer – Konsumenten  (1991), ISBN 3-570-06443-3 und ISBN 3-442-12437-9.
- Der Mord, den Charlotte beging (1993) – Das Werk ist nie in Buchform erschienen, der Stoff wurde durch Maria Franziska Schüller zu dem Schauspiel „Eifel-Frieden“ bearbeitet und im Dezember 2006 am Stadttheater Trier aufgeführt.
- Wenn Du alt wirst in Deutschland … (1994), ISBN 3-492-03677-5.
- Rechts um zum Abitur (1995), ISBN 3-86153-074-0.
- Der Kurier (1996), ISBN 3-550-06763-1.
- Wie alles begann, Baumeister und die Frauen, Etwas über Katzen, Auto(r)biographie in Jacques Berndorf – Eifel-Täter, siehe unter Literatur.
- Otto Krause hat den Blues, Hörbuch/CD (2003) mit Christian Willisohn, ISBN 3-89425-497-1.
- Die Raffkes (2003), ISBN 3-89425-283-9.
- Mords-Eifel (2004), Kurzkrimis aus der Eifel, herausgegeben von Jacques Berndorf, ISBN 3-937001-14-X.
- Tatort Eifel (KBV 2007), Kurzkrimis aus der Eifel, herausgegeben von Jacques Berndorf, ISBN 978-3-940077-16-5.
- Gebrauchsanweisung für die Eifel (2008), Piper, ISBN 978-3-492-27543-9.
- Tatort Eifel 2 (KBV 2009), Kurzkrimis aus der Eifel, herausgegeben von Jacques Berndorf, ISBN 978-3-940077-62-2.
- Der Kurier (2009), Grafit-Verlag, ISBN 978-3-89425-356-1.
- Samiras Blues, Hörbuch/CD (2009) mit Christian Willisohn, ISBN 978-3-940077-59-2.
- Himmel über der Vulkaneifel (2010) mit Sven Nieder und Karl Johaentges, Eifelbildverlag, ISBN 978-3-9814113-0-0.
- Nuttenbunker, Hörbuch/CD (2012) mit Christian Willisohn, ISBN 978-3-942446-40-2. (Der Titel ist der Spitzname des Niebuhr-Hochhauses an der Reeperbahn)
- Der König der Eifel (KBV 2014), Kriminalgeschichten mit und ohne Siggi Baumeister, ISBN 978-3-95441-198-6.
- Auf eigene Faust / Bis der Hass euch bindet: Zwei Kriminalromane (KBV 2016), ISBN 978-3-95441-299-0.

## Filmdokumentationen
- Die Eifel im Visier – Jacques Berndorf zum 75. Geburtstag, 28:52 Min., Südwestrundfunk-Fernsehen vom 7. April 2012[19]